# بيدن كير
بيدن كير (بالإنجليزية: Baden Kerr)‏ هو لاعب اتحاد الرغبي نيوزيلندي، ولد في 9 يونيو 1989 في Papakura ‏ في نيوزيلندا.

## وصلات خارجية
- بيدن كير على موقع ItsRugby.co.uk (الإنجليزية)